# Eugeni Forcano
Eugeni Forcano Andreu (Canet de Mar, 1926-Ib., 22 de abril de 2018) fue un fotógrafo español. En 2012 recibió el Premio Nacional de Fotografía, aparte de otros múltiples reconocimientos, varios de ellos de su provincia natal, Barcelona.

## Biografía
Primogénito de trece hermanos nació en Barcelona en 1926, aunque casi toda su juventud la ha pasado en Canet de Mar, una pequeña villa costera cercana a la capital catalana. Aprendió fotografía de un modo autodidacta y en 1959 comenzó a presentar trabajos en los salones fotográficos. En 1960 comenzó a trabajar para la revista Destino con el apoyo de Néstor Luján y Josep Vergés Matas, tras ganar un premio que otorgaba el semanario, con el que estuvo colaborando hasta 1974. Tras esos inicios colaboró con diferentes medios impresos como la Editorial Seix Barral, la Agencia France Press, la revista Dom (en la cual trabajó con Juan Marsé y Jaime Gil de Biedma) y otros medios internacionales.
En 1949 se hizo socio de la Agrupación Fotográfica de Cataluña y estuvo participando en ella de modo activo. En sus concursos sociales presentaba trabajos que se encontraban entre el periodismo fotográfico y el virtuosismo técnico, contribuyendo a la renovación en la fotografía catalana de la época.
Parte de su carrera profesional la desarrolló en Francia y Suiza.
En los años setenta inicia su actividad en la fotografía publicitaria y de moda. Por motivos de salud abandonó la fotografía profesional en 1995. En 2010 cedió 650 fotografías al Archivo Fotográfico de Barcelona (Arxiu Fotogràfic de Barcelona) con la que se realizó una exposición antológica titulada "La meva Barcelona" ("Mi Barcelona").

## Premios y reconocimientos
- 1963. Premio Ciudad de Barcelona
- 1976. Premio Ciudad de Barcelona
- 1984. Premio Negtor
- 2009. Medalla de Oro al Mérito artístico del Ayuntamiento de Barcelona
- 2012. Premio Nacional de Fotografía, en el cual el jurado quiso hacer constar su larga trayectoria y la "extraordinaria calidad" de su trabajo de investigación sobre el lenguaje fotográfico.[6]
- 2012. Cruz de Sant Jordi

## Exposiciones (selección)
- 1978. Homenaje a Joan Miró.
- 1995. Retrato de Barcelona en el Centro de Cultura Contemporánea de Barcelona.
- 2005. Antología de su obra. Palacio de la Virreina, organizado por el Instituto de la Cultura de Barcelona (Barcelona)
- 2014. Atrapar la vida. Real Academia de Bellas Artes de San Fernando (Madrid)[7]
- 2015. Atrapar la vida. Museo de Teruel (Teruel) y Tinglado 1 del Moll de Costa (Tarragona)
- 2016. Atrapar la vida. Museo de la Pell de Igualada y Comarcal de L'Anoia (Barcelona)

## Publicaciones (selección)
Entre sus publicaciones se pueden destacar las dedicadas al escritor Josep Pla, como los titulados "Josep Pla" y "A la sombra de Josep Pla". Algunos de sus otos títulos sonː
- 1999. Bañolas en día de mercado. Fundación Caixa de Girona ISBN 9800081348
- 2007. Fotografías 1960-1996, Editorial Lunwerg. ISBN 9788497851794
- 2010. La meva Barcelona (Mi Barcelona), Editorial Lunwerg. ISBN 9788497856683